# Музыканты (Караваджо)
Музыканты — картина Караваджо, написанная в 1595 году. Работа была заказана кардиналом Франческо Мария дель Монте, который увлекался музыкой. Это одна из самых сложных картин Караваджо, с четырьмя фигурами, которые, вероятно, были написаны с натуры. Хранится в Метрополитен-музее, Нью-Йорк. 

## История
Один из первых меценатов молодого Караваджо, кардинал Франческо дель Монте, во дворце которого часто происходили праздники и вечеринки, решил украсить один из своих кабинетов картинами на темы музыки. Так молодой художник из окружения кардинала получил заказ на две картины.

## Описание
Трое юношей в условно-театральных костюмах сидят и готовятся к репетиции. В центре Марио Миннити подтягивает струны лютни, скрипач внимательно вглядывается в ноты, между ними, третьим с рожком Караваджо поместил себя. Слева изображён Амур со стрелами за спиной, занятый виноградом. Существует несколько интерпретаций этого образа.
Название картины условное, но многозначительное. Её называли и «Музыка», и «Музыканты», и «Концерт». Хотя лучше полотну подходит название «Репетиция». Театральный наряд юношей отрывал полотно от обыденности, а простенький мотив репетиции становился немного праздничным. Красоты картине добавляли и гармоничные краски и композиция. В паре с «Музыкантами» Караваджо написал еще и «Юношу с лютней».